# آرام (فیلم ۲۰۰۲)
آرام (انگلیسی: Aram) یک فیلم فرانسوی در سبک اکشن می‌باشد به کارگردانی روبرت کشیشیان که در سال ۲۰۰۲ منتشر شد.

## خلاصه داستان
این فیلم در فرانسه در بین سال‌های ۱۹۹۳ و ۲۰۰۱ اتفاق افتاده‌است در جایی که مبارزان ارمنی-فرانسوی در تلاش انتقال سلاح برای کشتن یک ژنرال ترک که از قره‌باغ دیدن می‌کند.

## نمایش عمومی
این فیلم در سال ۲۰۰۲ در سینماهای فرانسه به نمایش درآمد و اولین اکران آمریکایی آن در جشنواره فیلم ارمنیان در سن فرانسیسکو در سال ۲۰۰۴ بود.

## بازیگران
از بازیگران آن می‌توان به سیمون آبکاریان، لوبنا آزابال، متیو دومی، و سرژ آویدیکیان اشاره کرد.